# Khaled Melliti
Khaled Melliti (sinh ngày 22 tháng 5 năm 1984 ở Tunis) là một tiền vệ bóng đá người Tunisia. Hiện tại anh thi đấu ở Moldovan National Division cho FC Zimbru Chișinău.
Anh ký hợp đồng với Club Africain mùa hè năm 2008 trong 3 năm sau thỏa thuận trao đổi cùng với Étoile du Sahel trước Ahmed Akeichi ký hợp đồng 5 năm.
Melliti thi đấu cùng đội bóng cũ Étoile du Sahel ở Giải bóng đá Cúp câu lạc bộ thế giới 2007 và thi đấu 58 phút trong trận tranh huy chương đồng với Urawa Red Diamonds.
Ngày 4 tháng 7 năm 2011, Melliti joined French câu lạc bộ tại Ligue 2 Istres on free transfer.

## Câu lạc bộ
- 2003-2008: Étoile du Sahel ( Tunisia)
- 2008-2011: Club Africain ( Tunisia)
- 2011-2012: Istres ( Pháp)
- 2012-2013: FC Zimbru Chişinău ( Moldova)
- 2013-nay: FC Zestafoni ( Gruzia)

## Danh hiệu
Étoile
- Tunisian League: 2007
- Champions’s Cup: 2005
- CAF Champions League: 2007
- Cúp Liên đoàn bóng đá châu Phi: 2006
- Siêu cúp CAF: 2007
- Tham dự Giải bóng đá Cúp câu lạc bộ thế giới: 2007